# أوتو جانسون
أوتو جانسون (بالسويدية: Isak Jansson)‏ هو لاعب كرة قدم سويدي، ولد في 31 يناير 2002. لعب مع نادي كالمار.

## وصلات خارجية
- أوتو جانسون على موقع اتحاد السويد (السويدية)
- أوتو جانسون على موقع قاعدة بيانات كرة القدم.إي يو (الإنجليزية)
- أوتو جانسون على موقع Soccerbase.com (لاعب) (الإنجليزية)
- أوتو جانسون على موقع Soccerway.com (الإنجليزية)
- أوتو جانسون على موقع عالم كرة القدم.نت (الإنجليزية)